# 紧致元素
在数学领域的序理论中，偏序集合的紧致或有限元素是还未包含在紧致元素之上的成员的任何非空有向子集的上确界所不能包容的那些元素。
注意在数学中还有其他的紧致性概念，还有在常见的集合论中的术语有限的意义不一致于序理论的“有限元素”的概念。

## 形式定义
在偏序集合 (P,≤) 中，元素 c 被称为是紧致的(或有限的)，如果它满足下列等价的条件中的一个:
- 对于 P 的所有非空有向子集 D，如果 D 有上确界 sup(D) 且 c ≤ sup(D) ，则有 D 的某个元素 d 使得 c ≤ d。
- 对于 P 的所有理想 I，如果 I 有上确界 sup(I) 且 c ≤ sup(I)，则 c 是 I 的一个元素。

如果此外偏序集合 P 还是并半格 (就是说它有二元上确界)则这些条件等价于声称:
- 对于 P 的任何非空子集 S，如果 S 有上确界 sup(S) 且 c ≤ sup(S)，则有 S 的某个有限子集 T 使得 c ≤ sup(T)。

特别是，如果 c = sup(S)，则 c 是 S 的有限子集的上确界。
从定义涉及的概念可轻易的验证等价性。对并半格的情况要注意任何集合通过闭合在有限(非空)上确界下变成带有相同上确界的有向集合。
在考虑有向完全偏序或完全格的时候，规定上确界存在的额外的要求可以去掉。还要注意是有向完全的并半格几乎就是完全格(可能缺乏最小元) -- 详情参见完全性 (序理论)。
如果存在的话，偏序集合的最小元总是紧致的。它可能是唯一的紧致元素，比如实数的单位区间 [0,1]。

## 例子
- 最基本的例子是某个集合的幂集按照集合包含排序。在完全格中，紧致元素精确的就是有限集合。这个名字“有限元素”的来源。

- 术语“紧致”来自某个拓扑空间的开集的完全格。在这个次序内，紧致元素就是紧集。实际上，在并半格中的紧致性的条件立即转换成对应的定义。

## 代数偏序
所有元素都是其下紧致元素的上确界的偏序集合叫做“代数偏序集合”。这种偏序集合是在域理论中最常用的有向完全偏序集合。“代数格”是完全格 L，如果 L 的所有元素 x 是在 x 下的紧致元素的上确界。典型例子(体现了名字“代数”的动机)为如下: 
对于任何代数 A (比如，群、环、域、格等；甚至是没有任何运算的单纯的集合)，设 Sub(A) 是 A 的所有子结构的集合，就是说在 A 的所有运算(群加法，环加法和乘法等)下保持封闭的所有子集的集合。这里的子结构概念包括在代数 A 有零元运算的情况下的空子结构。 
那么:
- 集合 Sub(A) 按集合包含排序是个格。
- Sub(A) 的最大元是集合 A 自身。
- 对于 Sub(A) 中任何 S 和 T，S 和 T 的最大下界是 S 和 T 的集合意义下的交集；最小上界是 S 和 T 的并集生成的子代数。
- 集合 Sub(A) 是完全格。任何子集的族的最大下界是它们的交集。
- Sub(A) 的紧致元素精确是 A 的有限生成的子结构。
- 所有子结构都是它的有限生成的子结构的并集；因此 Sub(A) 是代数格。

还有一个逆命题成立: 所有代数格同构于某个代数 A 的 Sub(A)。 
有另一个代数格在泛代数中扮演重要角色: 对于所有代数 A 我们设 Con(A) 是在 A 上所有同余关系的集合。在 A 上的每个同余都是积代数 A×A 的一个子代数，所以 Con(A) ⊆ Sub(AxA)。我们有着
- Con(A) 按集合包含排序是个格。
- Con(A) 的最大元素是集合 A×A，它是对应于恒(constant)同态的同余。最小同余是 A×A 的对角线，对应于同构。
- Con(A) 是完全格。
- Con(A) 的紧致元素精确的是有限生成的同余。
- Con(A) 是代数格。

还有一个逆命题成立: 通过 G. Grätzer 和 E.T.Schmidt 的一个定理，所有代数格同构于某个代数 A 的 Con(A)。

## 应用
紧致元素在计算机科学中的叫做域理论的形式语义方法中很重要，这里它们被认为是某种基本元素: 紧致元素表示的信息不能通过从未包含这个知识的任何逼近来获得。紧致元素不能从严格低于它们的元素逼近。在另一方面，碰巧会有所有非紧致元素可以获得为紧致元素的上确界。这是需要的情况，因为紧致元素的集合经常小于最初的偏序集合 – 上面的例子就是展示。

## 文献
参见序理论和域理论中给出的文献。